# Cattedrale di Santa Sofia (Kiev)
La cattedrale di Santa Sofia (in ucraino Собор Святої Софії o Софійський собор?, Sobor Svjatoï Sofiï o Sofijs'kyj sobor) è una chiesa ortodossa di Kiev. L'edificio religioso, che ha una storia millenaria risalente al Rus' di Kiev, è uno dei luoghi più famosi della città, ed è stato il primo sito ucraino ad essere inserito tra i patrimoni dell'umanità dell'UNESCO. Dal 15 settembre 2023 il sito è iscritto nella Lista dei patrimoni dell'umanità in pericolo a causa della minaccia determinata dall'invasione russa dell'Ucraina.
Il complesso della cattedrale è il componente principale del Santuario nazionale di Sofia di Kiev, l'istituzione statale responsabile della sua preservazione e di quella di altri luoghi storici della città.

## Storia

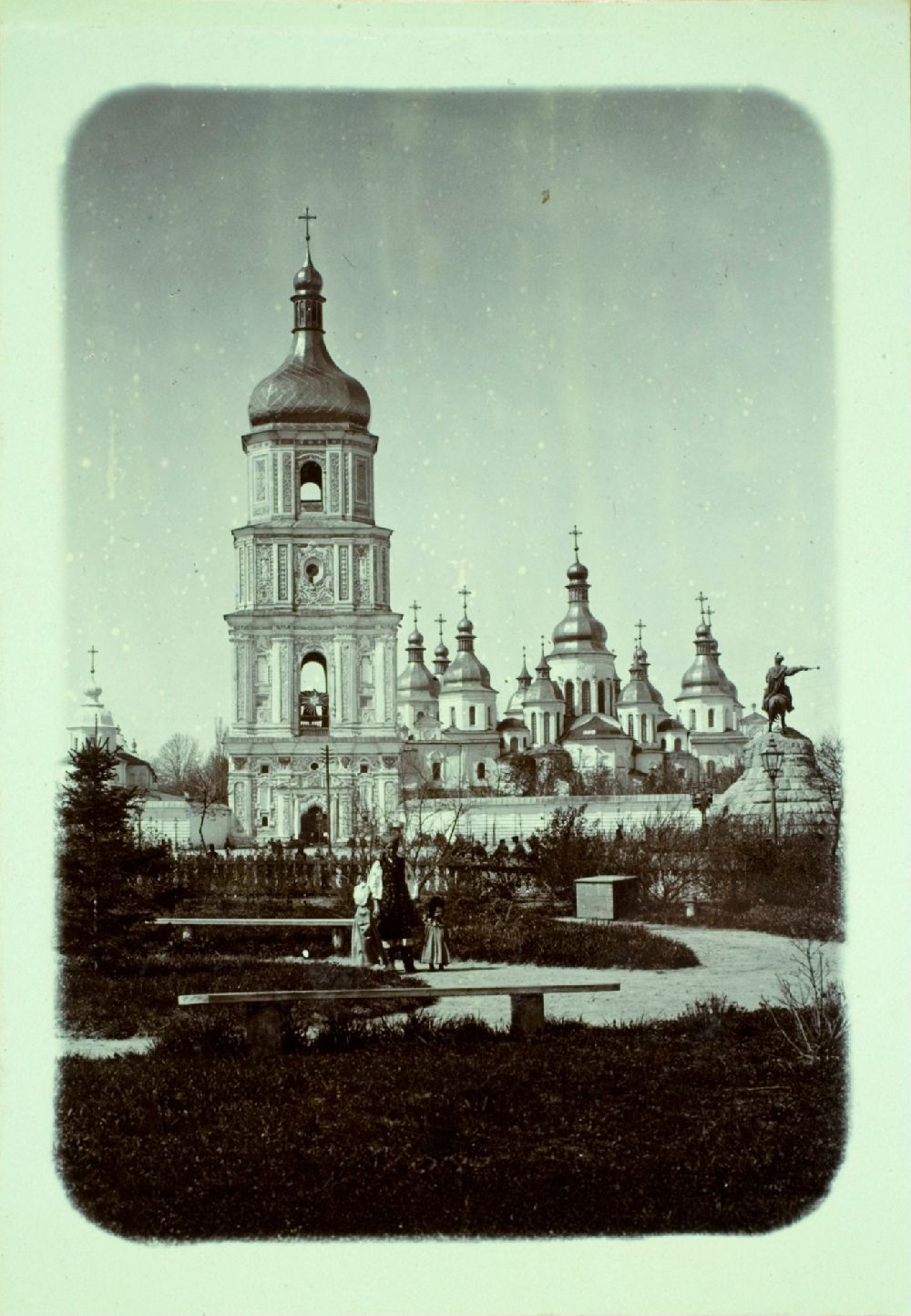
Cattedrale di Santa Sofia, Kyiv, Department of Image Collections, National Gallery of Art Library, Washington, DC

La cattedrale trae il nome da quella di Hagia Sophia di Costantinopoli. La cattedrale è stata costruita a partire dal 1037. La struttura è composta da 5 navate, 5 absidi e (abbastanza strano per l'architettura bizantina) 13 cupole. È circondata da una doppia fila di gallerie su tre lati, e misura 37x55 metri. All'interno contiene mosaici e affreschi dell'XI secolo, compresa una cadente rappresentazione della famiglia reale di Jaroslav.
Originariamente la cattedrale fu anche il luogo di sepoltura dei governanti di Kiev. Vi furono inumati Vladimir II di Kiev, Vsevolod di Kiev e, ovviamente visto che ne è il fondatore, Jaroslav I di Kiev, nonostante solo la tomba di quest'ultimo sia ancora presente ai giorni nostri.
La cattedrale fu devastata una prima volta nell'ambito del sacco di Kiev del 1169 da Andrea I di Vladimir del Principato di Vladimir-Suzdal. Dopo l'Invasione mongola della Rus' di Kiev del 1240 la cattedrale cadde in disuso. A seguito dell'unione di Brest (1595-1596), la cattedrale di Santa Sofia venne annessa alla chiesa greco-cattolica ucraina finché non venne reclamata dal metropolita ucraino ortodosso Pietro Mogila (Mohyla) nel 1633. Mogila commissionò le riparazioni e la parte superiore dell'edificio venne quasi completamente ricostruita, sul modello dell'italiano Ottaviano Mancini in stile barocco ucraino, mantenendo gli interni bizantini e con loro lo splendore del complesso. I lavori vennero proseguiti dall'Etmano cosacco Ivan Mazepa, e nel 1740 la cattedrale assunse il suo attuale aspetto.
Dopo la rivoluzione russa del 1917, e durante la campagna antireligiosa sovietica del 1920, il governo decise la distruzione della cattedrale e la trasformazione delle fondazioni in un parco dedicato agli "eroi di Perekop" (in memoria della vittoria dell'Armata Rossa nella guerra civile russa in Crimea). La cattedrale venne salvata dalla distruzione grazie agli sforzi di molti scienziati e storici. Nonostante questo, nel 1934, le autorità sovietiche confiscarono la chiesa e le vicine strutture risalenti al diciassettesimo-diciottesimo secolo trasformandole in museo storico ed architettonico.
A partire dai tardi anni ottanta i politici sovietici e, in seguito, ucraini, promisero di farla ritornare una chiesa ortodossa. A causa di vari scismi avvenuti nella chiesa, tutte le fazioni ortodosse, nonché la Chiesa greco-cattolica ucraina, la reclamarono. La funzione religiosa più famosa fu il funerale del patriarca Volodymyr della Chiesa ortodossa ucraina del Patriarcato di Kiev (luglio 1995); in seguito non è più stato concesso il diritto a cerimonie religiose. 
Oggi il complesso è un museo della cristianità ucraina.

## Complesso
- Cattedrale di Sofia
- Torre campanaria
- Casa del Metropolita
- Chiesa Refettorio
- Costruzione della confraternita
- Bursa (liceo)
- Concistoro
- Torre d'ingresso sud
- Porta Zaborovski
- Celle
- Locanda monastica
- Biblioteca della Stele commemorativa di Yaroslav

## Galleria d'immagini

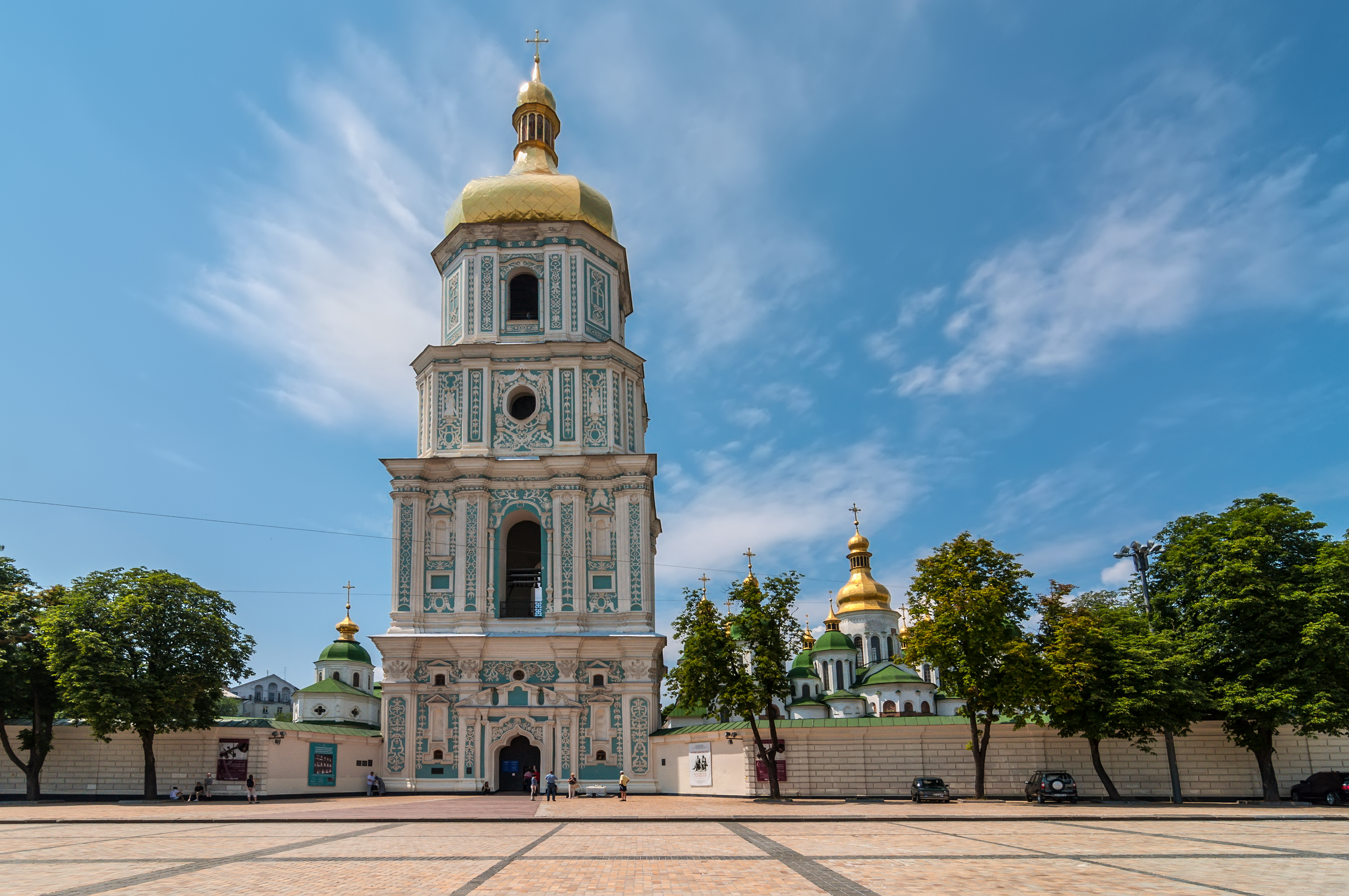
Il campanile di Santa Sofia visto da piazza Bohdan Chmel'nyc'kyj.
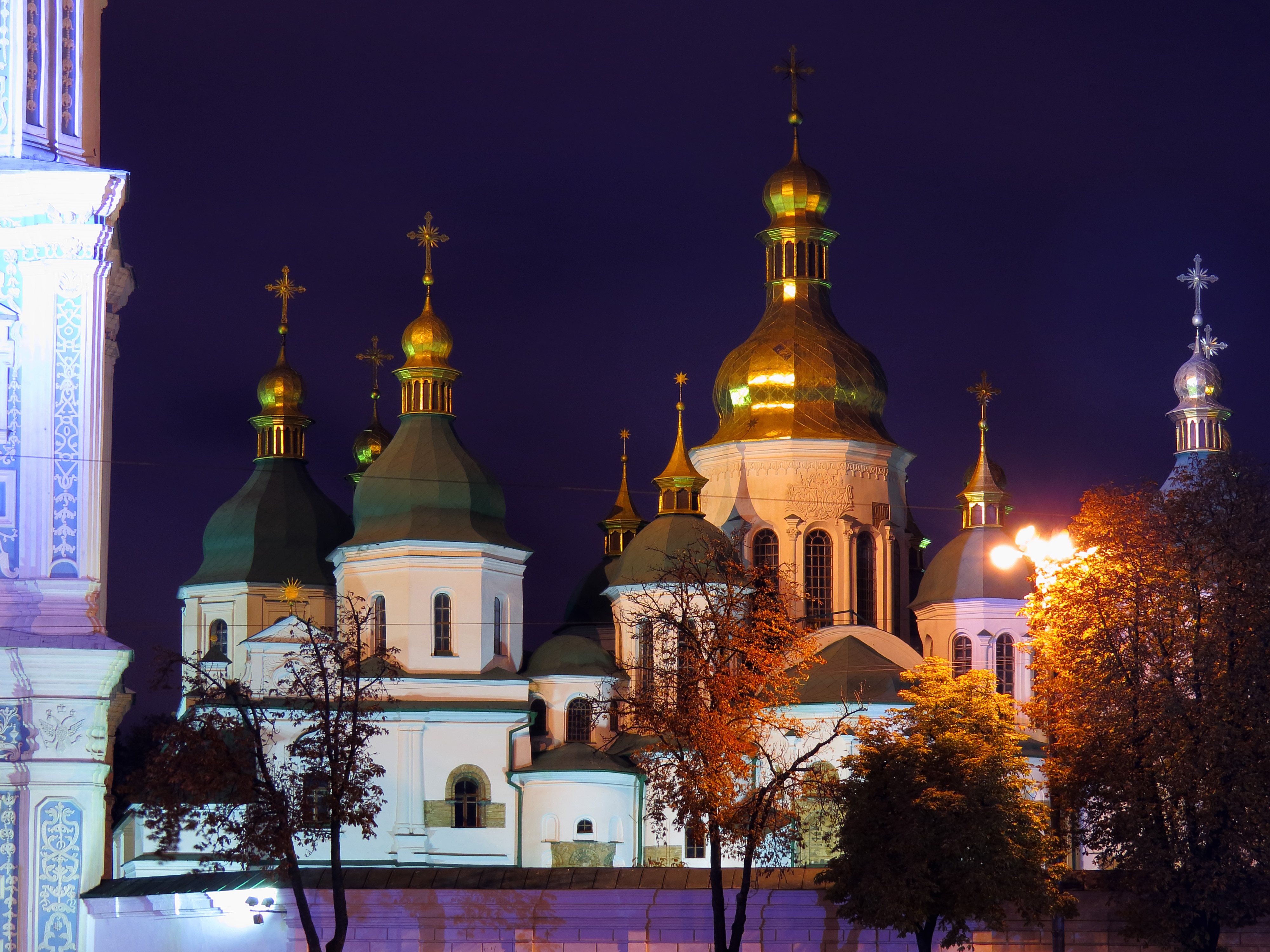
Vista notturna
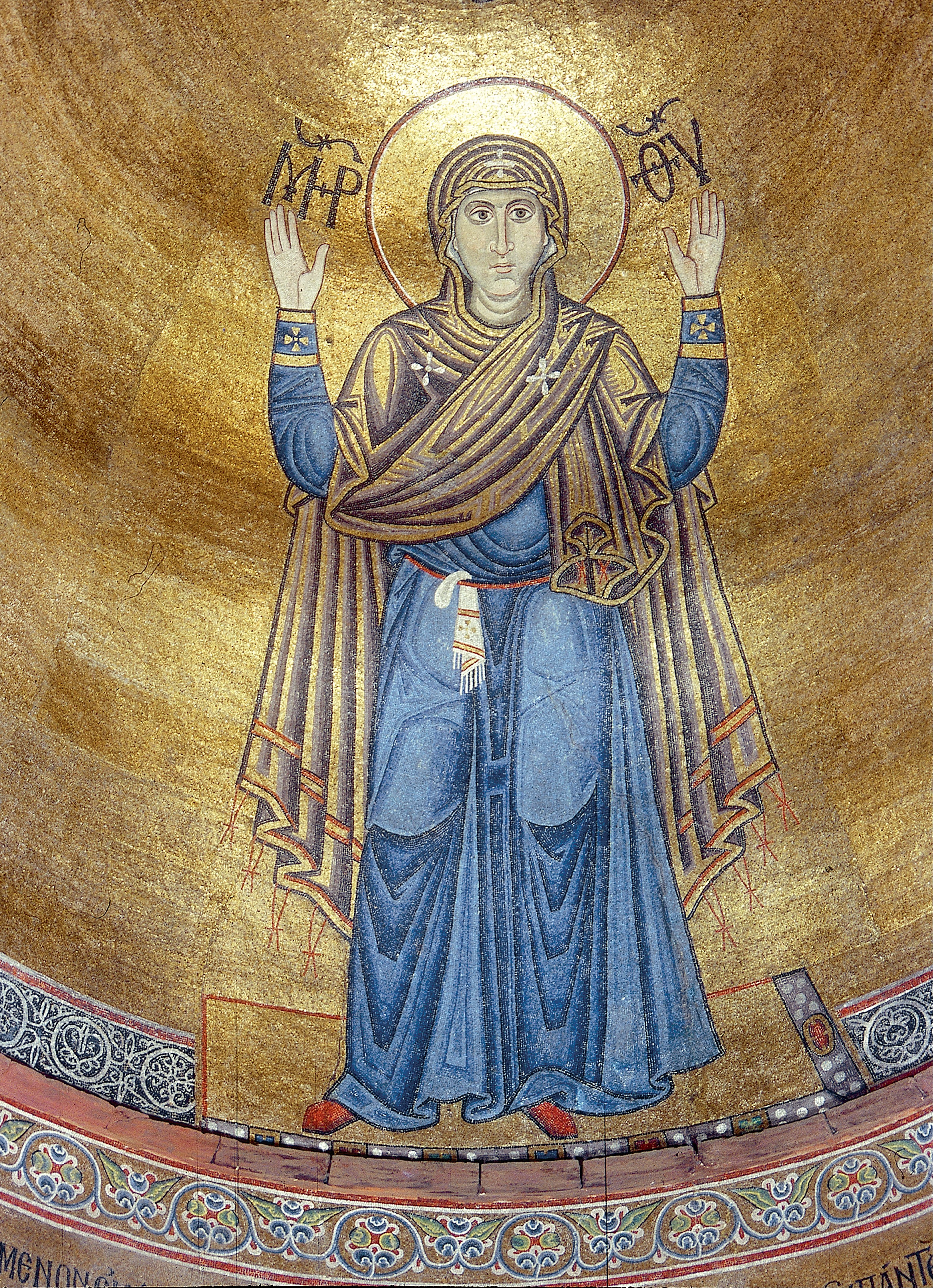
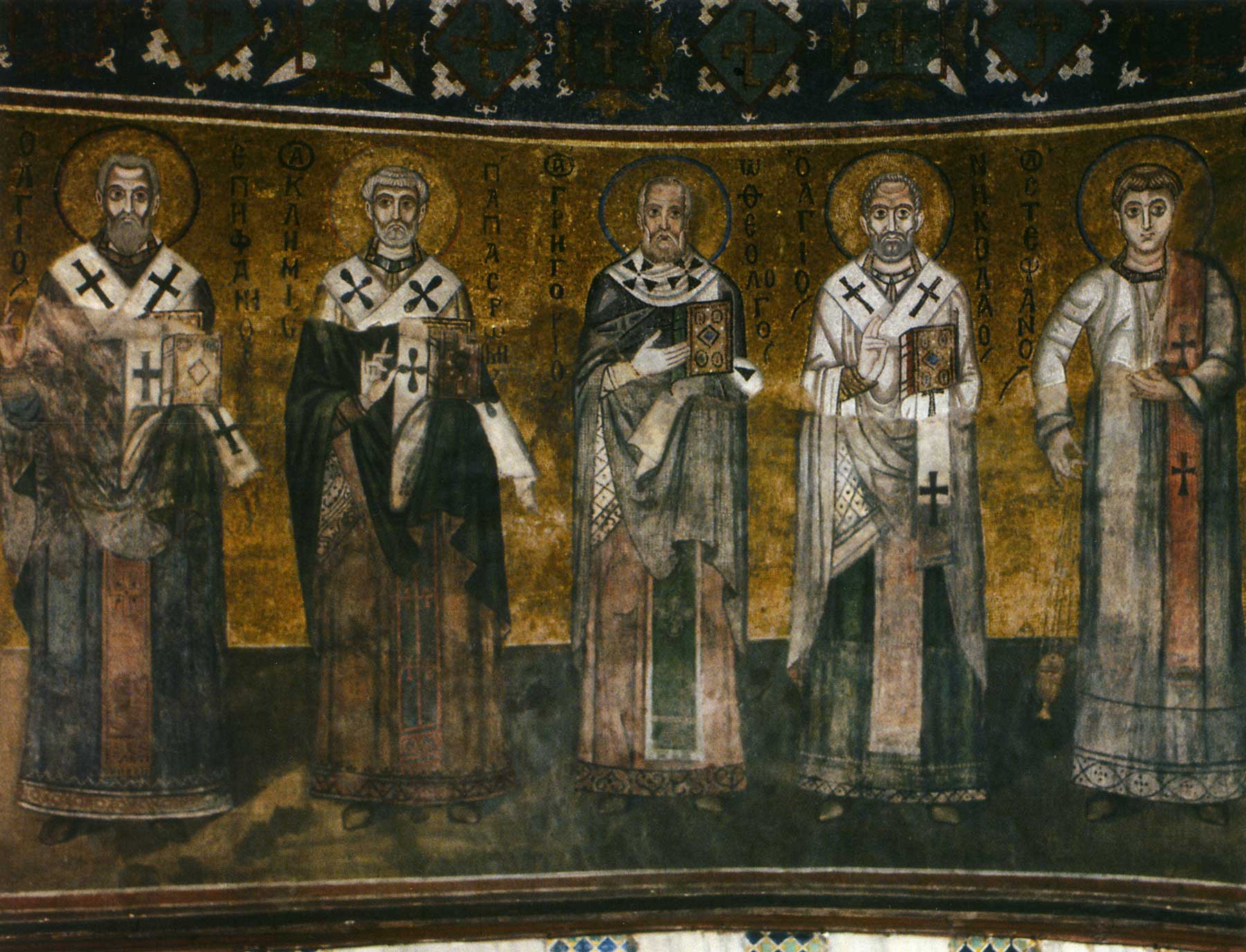
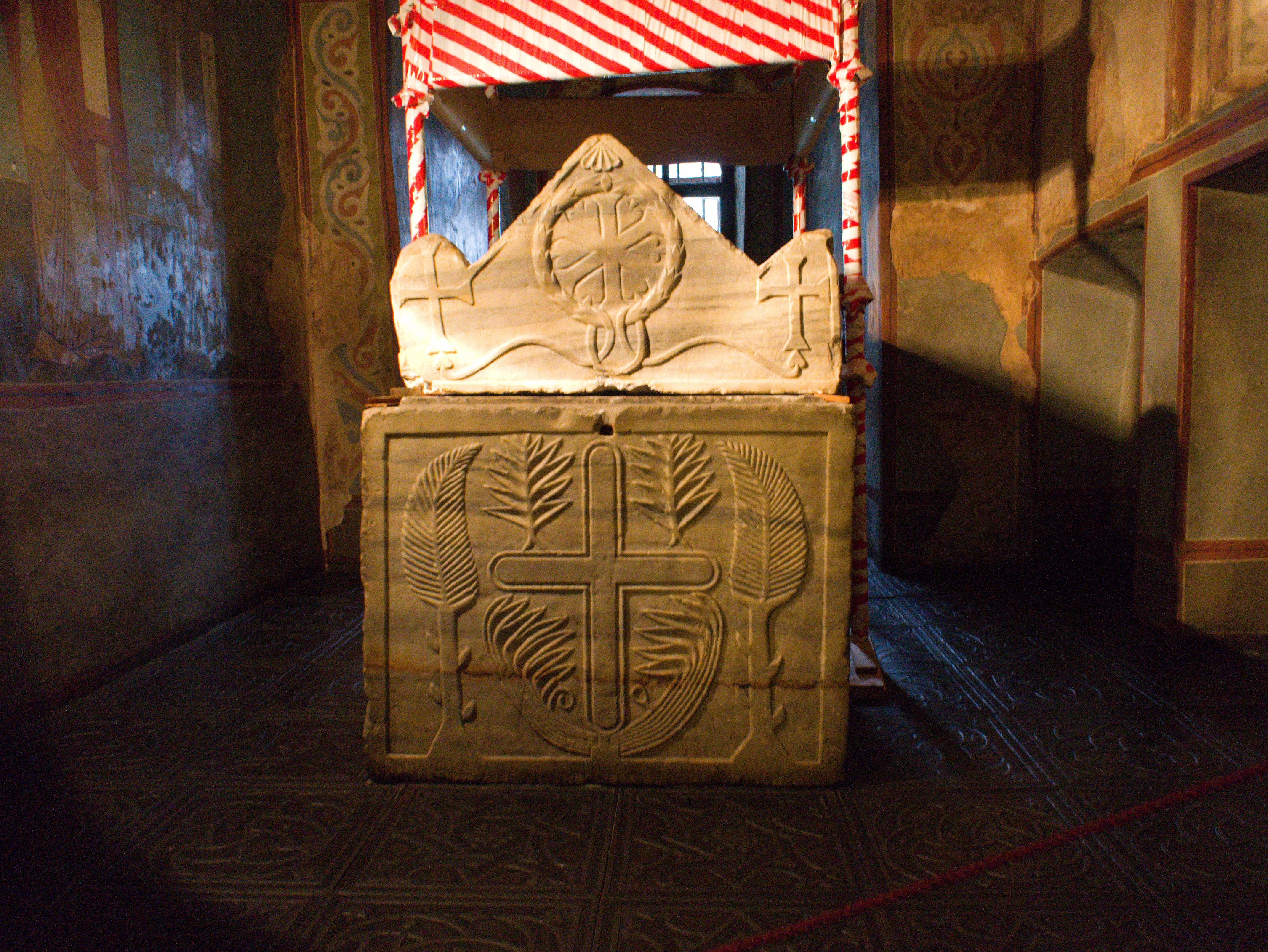
Sarcofago di Yaroslav il Saggio